# Lawrence Hill (cestista)
Lawrence David Hill (Glendale, 16 settembre 1987) è un ex cestista statunitense, professionista nella NBDL e in Europa.